# Wassertor (Architektur)
Ein Wassertor ist ein befestigtes Tor, das von einer Burg oder einer Stadtmauer direkt zu einem Kai, einem Flussufer oder Hafen führt. Im Mittelalter ermöglichte das Tor Menschen und Waren den Zugang vom Wasser zur Burg oder in den befestigten Bereich; ebenso erlaubte es der Besatzung innerhalb der Befestigungsanlage den direkten Zugang zum Wasserweg.
Als Wassertor wird auch ein Tor bezeichnet, das als Teil der Befestigungsanlage einen Wasserlauf überspannt, der vom Außenbereich in den befestigten Bereich führt (oder umgekehrt). Das Tor sichert somit den Zugang über den Wasserlauf.

## Beispiele für Wassertore

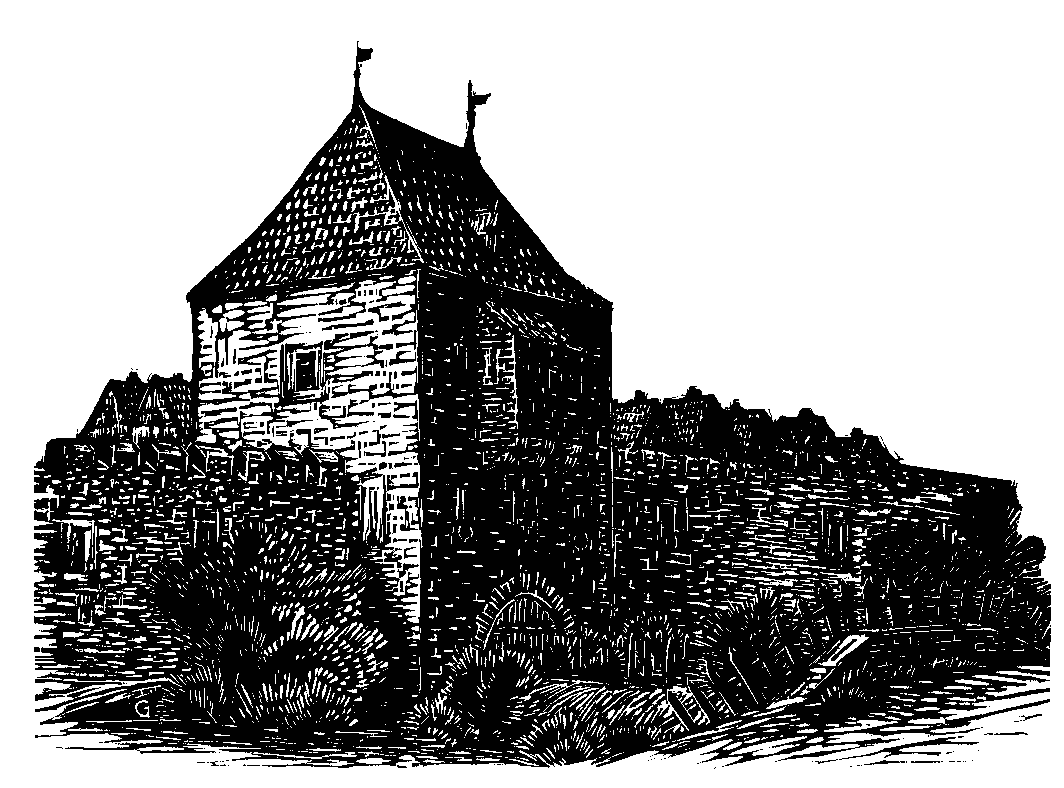
Ehemaliger Wasserturm in Aachen
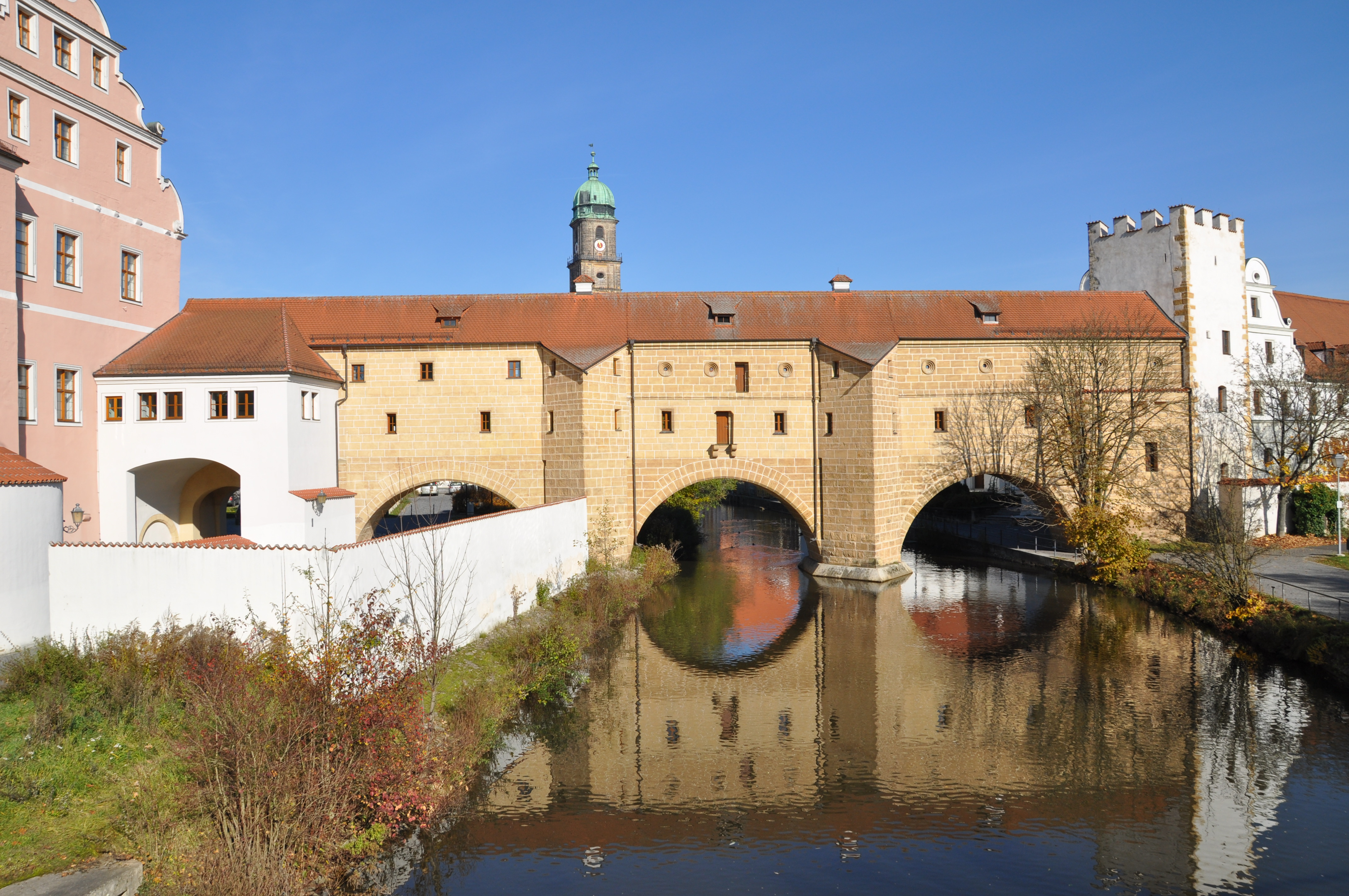
Die Stadtbrille, das Wahrzeichen von Amberg, 1454
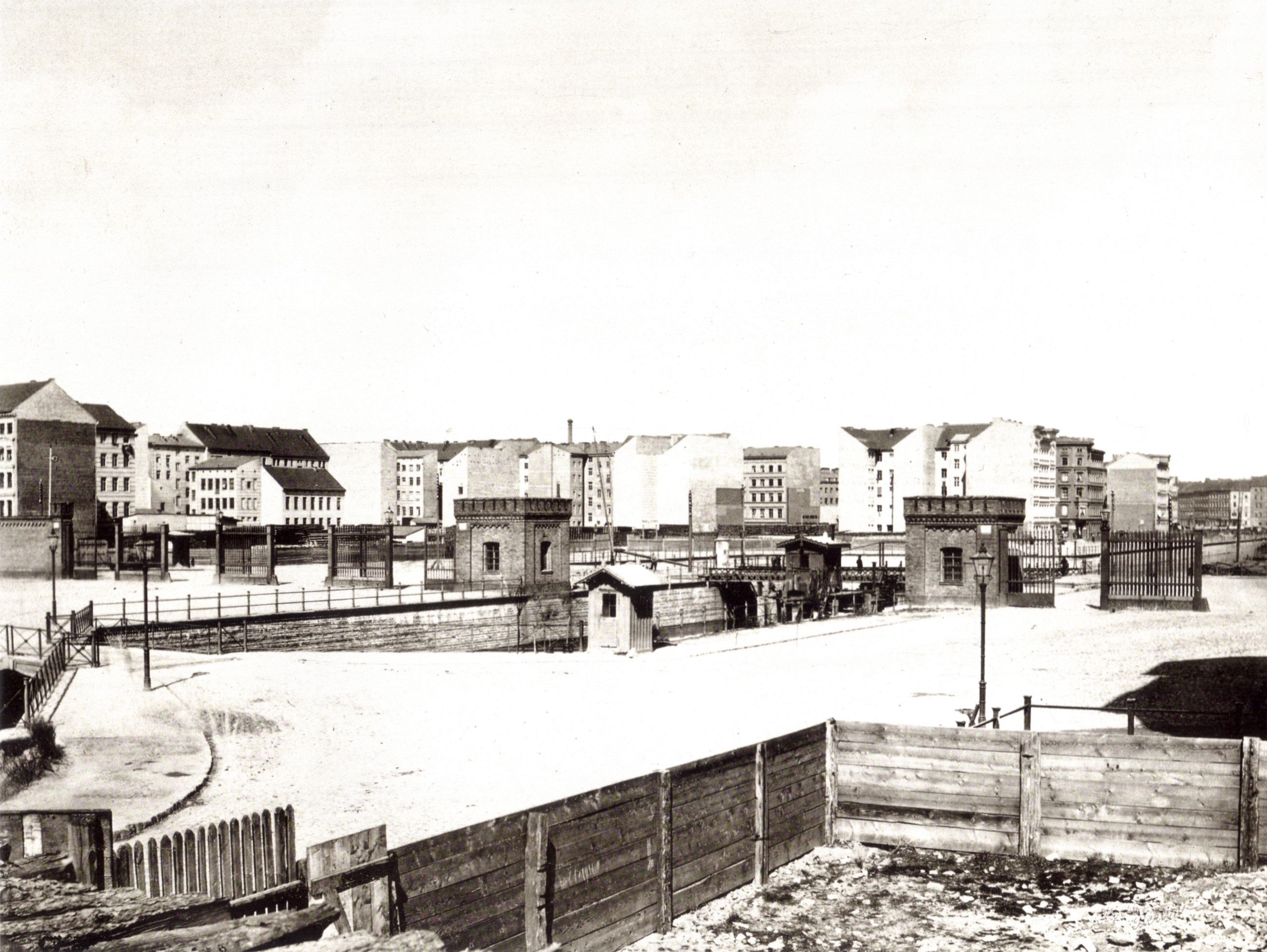
Ehemaliges Wassertor in Berlin-Kreuzberg
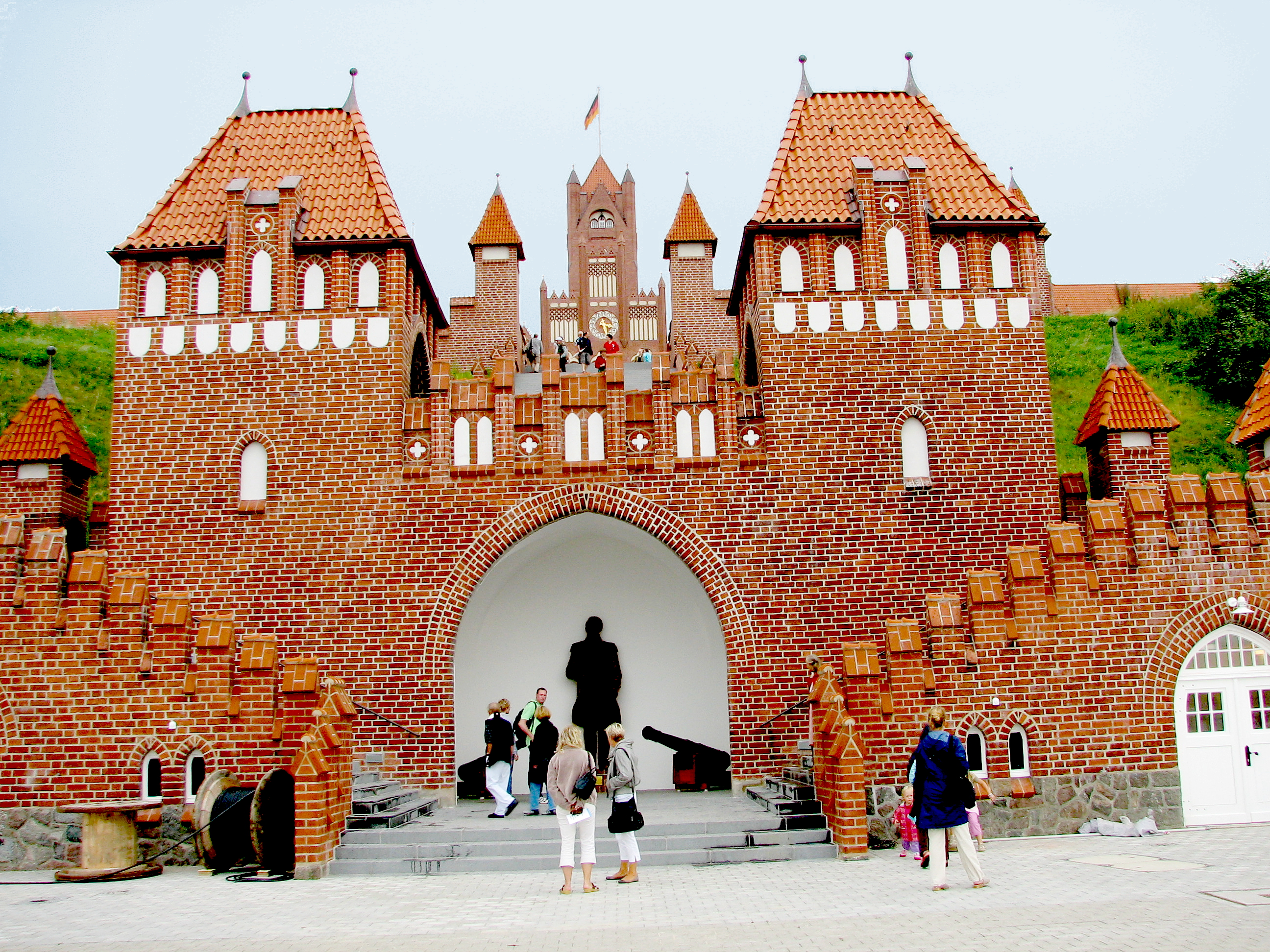
Wassertor am Bootshafen der Marineschule Mürwik, Flensburg
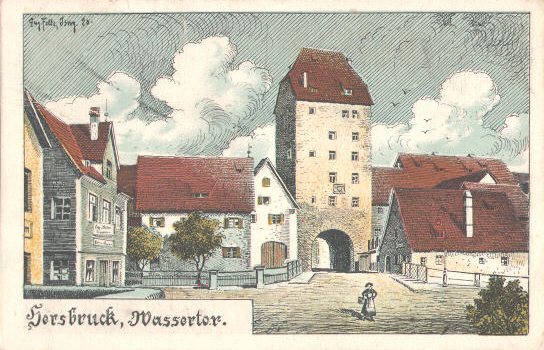
Hersbrucker Wassertor, 1920
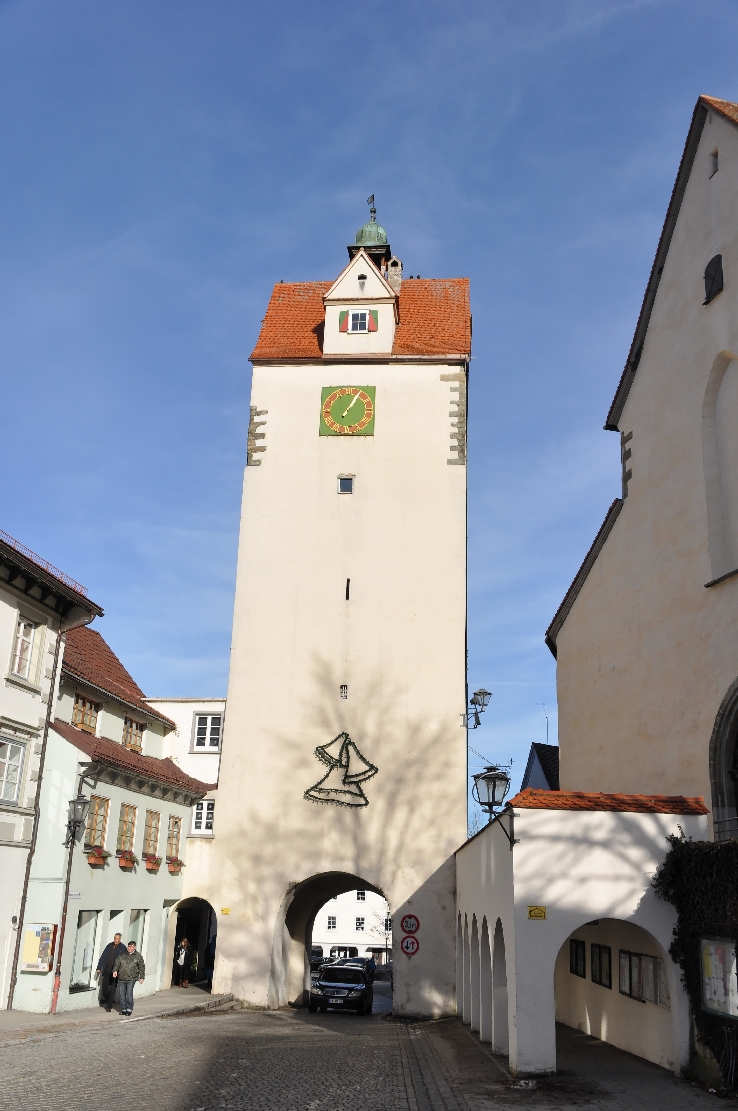
Wassertor in Isny im Allgäu, 1337/1657
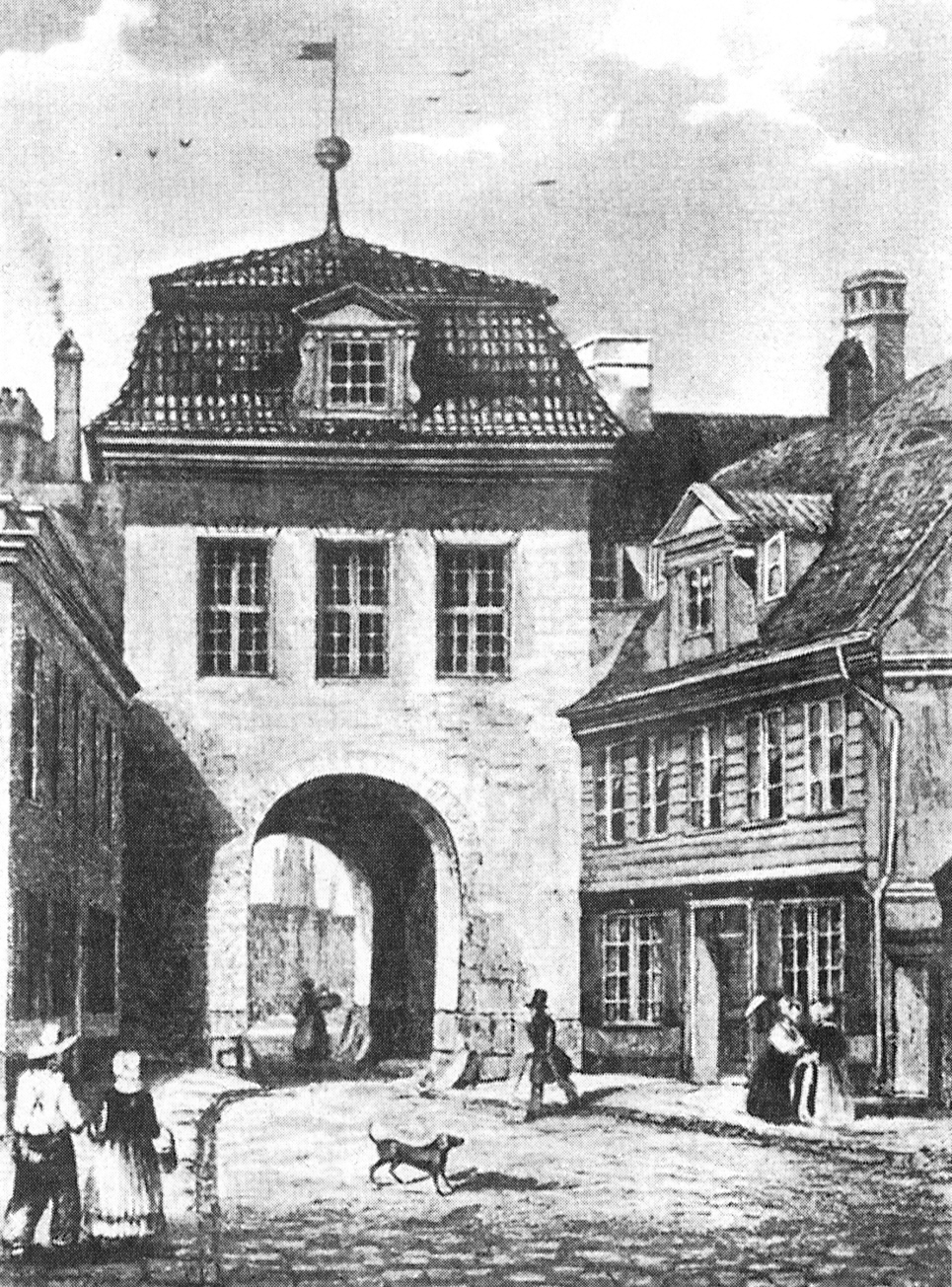
Inneres Mühlentor, Lübeck, 1242
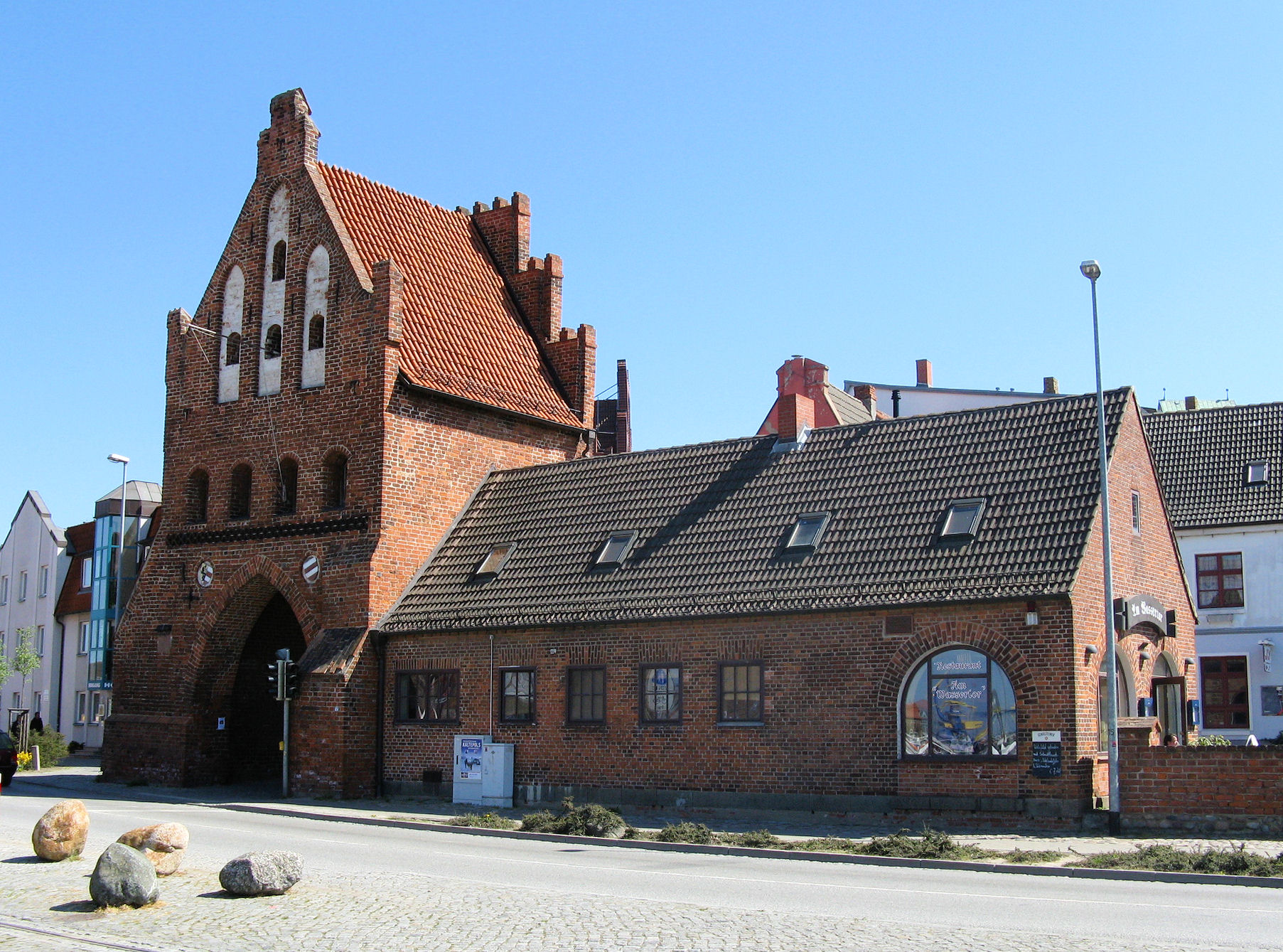
Wassertor in Wismar (Hafenseite), 1450
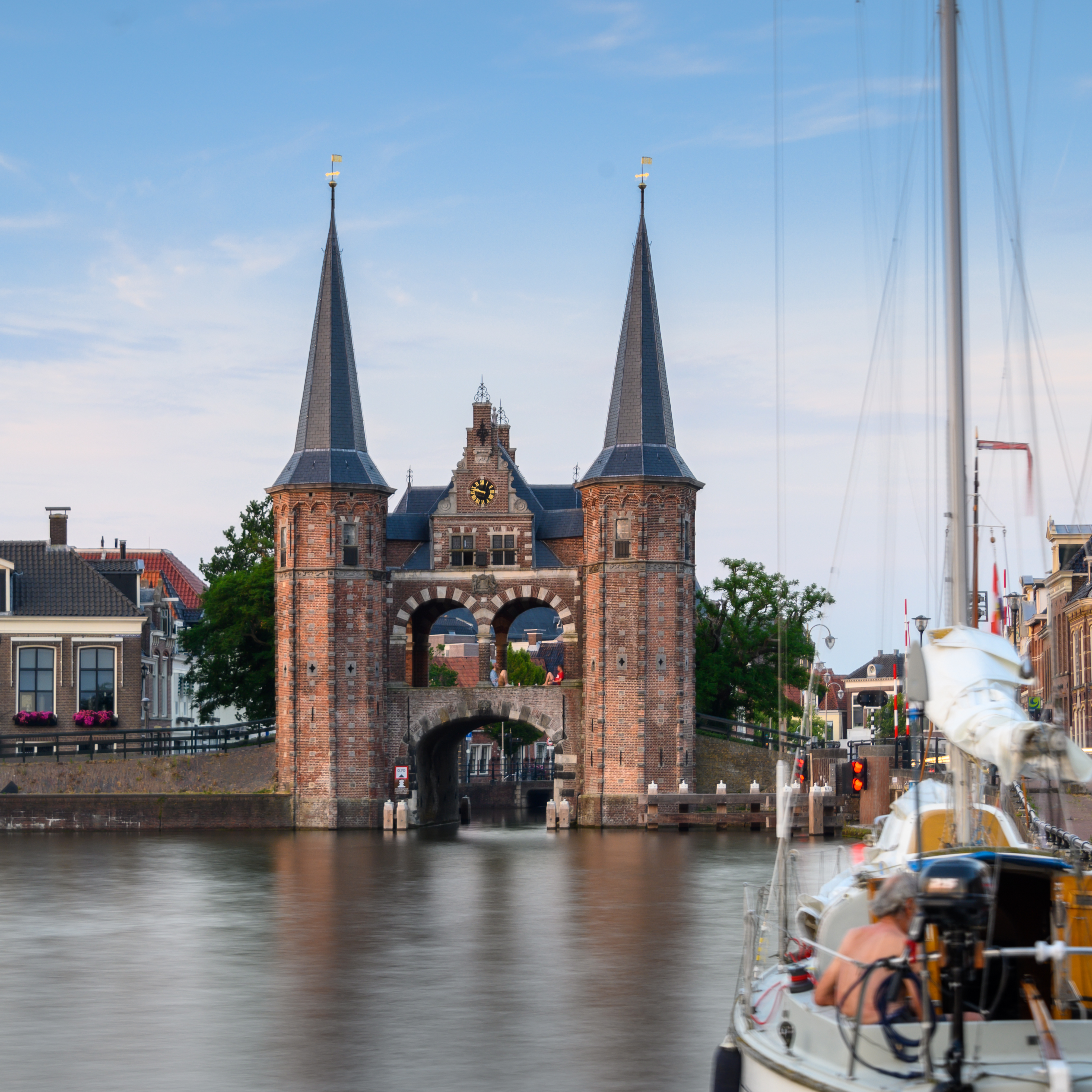
Waterpoort in Sneek, 1613